# Măru (okręg Caraș-Severin)
Măru – wieś w Rumunii, w okręgu Caraș-Severin, w gminie Zăvoi. W 2011 roku liczyła 1115 mieszkańców. 